# L'Absie
L'Absie är en kommun i departementet Deux-Sèvres i regionen Nouvelle-Aquitaine i västra Frankrike. Kommunen ligger i kantonen Moncoutant som tillhör arrondissementet Parthenay. År 2022 hade L'Absie 1 078 invånare.

## Befolkningsutveckling
Antalet invånare i kommunen L'Absie
| Referens: INSEE |